# Demon One
Hakim Sid (1977), beter bekend als Demon One, is een Franse rapper van Algerijnse origine. Hij staat bekend als lid van de groep Intouchable en het rapcollectief Mafia K'1 Fry. Demon One is woonachtig in Choisy-le-Roi, een banlieue van Parijs, in het departement Val-de-Marne.
Zijn meest bekende nummer is « Votez pour moi ». In dit nummer stelt Demon One zich kandidaat met zijn fictieve partij (PPE) voor de presidentsverkiezingen van 2007. Hierin voert hij campagne en bekritiseerd hij de werkelijke kandidaten. De bijbehorende videoclip is veelal bekeken op internet.

## Biografie
Onder invloed van de rapgroepen Run DMC en Public Enemy, richtte Demone One samen met de rapper M.S (Mansa Konaté) in 1992 de rapgroep Intouchable op. De groep krijgt naam in het ondergrondse rapcircuit door optredens en medewerking aan de mixtape "Opération Coup de Poing". In deze periode komt hij ook in aanraking met de rapgroep 113 en de rappers OGB en Rohff. In 1996 verenigd Demon One zich, samen met zijn groep Intouchable en andere rapgroepen en artiesten, bij het collectief "Mafia K'1 Fry". In de jaren '00 groeit Mafia K'1 Fry uit tot een van de grootste en bekendste rapcrews van Parijs en Frankrijk. Met Mafia K'1 Fry krijgt Demon One onder de Nederlandse rapliefhebbers enige bekendheid door zijn bijdrage aan het nummer « Pour ceux ».
Na 6 albums te hebben uitgebracht met Intouchable en Mafia K'1 Fry, werkt Demon One aan zijn solocarrière. In 2007 brengt hij twee albums uit, waaronder "Mon Rap (Street-album)" in juni en "Demon et merveilles" in september. Op het eerste album staat het nummer « Votez pour moi », waarmee hij zichzelf, met zijn fictieve partij PPE, kandidaat stelde voor de presidentsverkiezingen van 2007. Met het nummer voert hij campagne en bekritiseerd hij de werkelijke kandidaten. De bijbehorende videoclip is veelal bekeken op internet.

## Discografie
Discografie van Demon One als solo-artiest:
- 2007 - Votez pour moi (Single)
- 2007 - Mon Rap (Street Album)
- 2007 - Demon et merveilles (Album)

Discografie van Demon One met Intouchable:
- 2000 - Les Points sur Les I (Album)
- 2001 - I have a dream (EP)
- 2005 - Original Mixtape (Mixtape)
- 2005 - La vie de rêve (Album)

Voor de discografie van Demon One bij Mafia K'1 Fry: